# 도미노 이론

도미노 이론( - 理論, 영어: domino theory)은 한 나라의 정치체제가 붕괴되면 그 강한 파급효과가 이웃나라에도 미친다는 이론이다. 미국의 아이젠하워 대통령이 도미노의 첫 번째 말을 넘어뜨리면 전체 말이 전부 쓰러지고 마는 현상을 빌려 베트남에 이은 동남아시아 전역의 공산화 위험을 설명한 데서 비롯되었다.

## 설명
도미노 이론은 한 나라의 정치 구조 변화가 주변 국가로 도미노 효과로 확산되는 경향이 있다는 지정학적 이론이다. 이는 1950년대부터 1980년대까지 미국에서 냉전 시대에 두드러졌는데, 이는 한 지역의 한 국가가 공산주의의 영향을 받으면 주변 국가도 따라온다는 것을 암시한다. 이는 냉전 기간 동안 미국의 역대 행정부가 전 세계에 대한 미국의 개입을 정당화하기 위해 사용했다. 미국 대통령 드와이트 D. 아이젠하워는 1954년 4월 7일 기자회견에서 인도차이나의 공산주의를 언급하면서 이 이론을 다음과 같이 설명했다:
마지막으로, "떨어지는 도미노" 원칙에 따라 더 폭넓은 고려 사항이 있다. 일련의 도미노를 준비하고 첫 번째 도미노를 넘어뜨리면 마지막 도미노에 무슨 일이 일어날지는 그것이 매우 빨리 끝날 것이라는 확신이다. 따라서 당신은 가장 심오한 영향을 미칠 붕괴의 시작을 가질 수 있다.
더욱이, 아시아의 도미노 이론에 대한 아이젠하워의 깊은 믿음은 “1949년 중국 공산당의 승리, 1950년 6월 북한의 침공, 1954년 퀘모이 해전”을 포함한 다각적인 사건들로 인해 “미국이 다자주의를 추구하는 데 드는 비용 인식”을 고조시켰다. 섬 위기와 인도차이나 분쟁은 한두 국가뿐만 아니라 아시아 대륙과 태평양 전체에 광범위한 도전을 가져왔다." 이는 공산주의 통제에 굴복하려는 강력한 자력을 의미하며, "승리는 동양의 강력한 자석"이라는 더글라스 맥아더 장군의 논평과 일치한다.

## 같이 보기
- 하인리히 법칙

## 참고 자료
- 이 문서에는 다음커뮤니케이션(현 카카오)에서 GFDL 또는 CC-SA 라이선스로 배포한 글로벌 세계대백과사전의 내용을 기초로 작성된 글이 포함되어 있습니다.